# Oxalis bulbocastanum
Oxalis bulbocastanum är en harsyreväxtart. Oxalis bulbocastanum ingår i släktet oxalisar, och familjen harsyreväxter.

## Underarter
Arten delas in i följande underarter:
- O. b. bulbocastanum
- O. b. hirta